# Ендрю Гатчінсон
Ендрю Гатчінсон (англ. Andrew Hutchinson; нар. 24 березня 1980, Еванстон) — американський хокеїст, що грав на позиції захисника. Грав за збірну команду США.
Володар Кубка Стенлі.

## Ігрова кар'єра
Хокейну кар'єру розпочав 1996 року виступами на міжнародному турнірі в канадському Квебеку за команду з Мічигану.
1999 року був обраний на драфті НХЛ під 54-м загальним номером командою «Нашвілл Предаторс». Але з 1999 захищав кольори хокейної команди Університету штату Мічиган. Після сезону 2004–05 Ендрю обміняли до клубу «Кароліна Гаррікейнс». У дебютному сезоні в складі «ураганів» американець здобув разом з командою Кубок Стенлі.
17 липня 2007 Гатчінсона обміняли на гравця «Нью-Йорк Рейнджерс» Метта Каллена. Весь час перебування на контракті у «Рейнджерс» Ендрю виступав у фарм-клубі «Гартфорд Вулф Пек».
9 липня 2008 Ендрю підписав дворічну угоду з «Тампа-Бей Лайтнінг». Сезон 2008–09 Гатчінсон розпочав у складі «Норфолк Едміралс». 27 листопада 2008 захисника викликали до складу «блискавок», де він провів лише дві гри, а 30 листопада 2008 його обміняли до команди «Даллас Старс».
7 липня 2010, як вільний агент уклав однорічний контракт з «Піттсбург Пінгвінс».
30 червня 2011 Ендрю уклав однорічну угоду з клубом КХЛ «Барис». 1 травня 2012 сторони продовжили умови угоди ще на один рік.
Сезон 2013–14 Гатчінсон провів у складі швейцарського клубу «Цуг», а останній свій ігровий рік захищав кольори хорватської команди «Медвещак» (Загреб).
Загалом провів 140 матчів у НХЛ.
Виступав за збірну США.

## Нагороди та досягнення
- Володар Кубка Колдера в складі «Мілвокі Едміралс» — 2004.
- Володар Кубка Стенлі в складі «Кароліна Гаррікейнс» — 2006.
- Нагорода Едді Шора — 2008.

## Статистика

### Клубні виступи
| Сезон        | Клуб                            | Ліга         | Регулярний сезон | Регулярний сезон | Регулярний сезон | Регулярний сезон | Регулярний сезон | Плей-оф | Плей-оф | Плей-оф | Плей-оф | Плей-оф |
| Сезон        | Клуб                            | Ліга         | І                | Г                | П                | О                | ШХ               | І       | Г       | П       | О       | ШХ      |
| ------------ | ------------------------------- | ------------ | ---------------- | ---------------- | ---------------- | ---------------- | ---------------- | ------- | ------- | ------- | ------- | ------- |
| 1996–97      | «Little Caesars» U18            | AAA          | 82               | 15               | 41               | 56               |                  | —       | —       | —       | —       | —       |
| 1997–98      | U.S. NTDP юніорс                | ХЛСШ         | 15               | 0                | 7                | 7                | 8                | —       | —       | —       | —       | —       |
| 1997–98      | U.S. NTDP U18                   | ПАХЛ         | 12               | 2                | 0                | 2                | 8                | 5       | 2       | 3       | 5       | 2       |
| 1997–98      | U.S. NTDP U18                   | ПАХЛ         | 27               | 3                | 11               | 14               | 35               | —       | —       | —       | —       | —       |
| 1998–99      | Університет штату Мічиган       | НКАА         | 37               | 3                | 12               | 15               | 26               | —       | —       | —       | —       | —       |
| 1999–2000    | Університет штату Мічиган       | НКАА         | 42               | 5                | 12               | 17               | 64               | —       | —       | —       | —       | —       |
| 2000–01      | Університет штату Мічиган       | НКАА         | 42               | 5                | 19               | 24               | 46               | —       | —       | —       | —       | —       |
| 2001–02      | Університет штату Мічиган       | НКАА         | 39               | 6                | 16               | 22               | 24               | —       | —       | —       | —       | —       |
| 2001–02      | «Мілвокі Едміралс»              | АХЛ          | 5                | 0                | 1                | 1                | 0                | —       | —       | —       | —       | —       |
| 2002–03      | «Толедо Шторм»                  | ХЛСУ         | 10               | 2                | 5                | 7                | 4                | —       | —       | —       | —       | —       |
| 2002–03      | «Мілвокі Едміралс»              | АХЛ          | 63               | 9                | 17               | 26               | 40               | 3       | 1       | 0       | 1       | 0       |
| 2003–04      | «Мілвокі Едміралс»              | АХЛ          | 46               | 12               | 12               | 24               | 39               | 22      | 5       | 11      | 16      | 33      |
| 2003–04      | «Нашвілл Предаторс»             | НХЛ          | 18               | 4                | 4                | 8                | 4                | —       | —       | —       | —       | —       |
| 2004–05      | «Мілвокі Едміралс»              | АХЛ          | 76               | 10               | 35               | 45               | 79               | 7       | 1       | 3       | 4       | 8       |
| 2005–06      | «Кароліна Гаррікейнс»           | НХЛ          | 36               | 3                | 8                | 11               | 18               | —       | —       | —       | —       | —       |
| 2006–07      | «Кароліна Гаррікейнс»           | НХЛ          | 41               | 3                | 11               | 14               | 30               | —       | —       | —       | —       | —       |
| 2007–08      | «Гартфорд Вулф Пек»             | АХЛ          | 67               | 18               | 46               | 64               | 66               | 5       | 2       | 2       | 4       | 4       |
| 2008–09      | «Норфолк Едміралс»              | АХЛ          | 20               | 1                | 12               | 13               | 14               | —       | —       | —       | —       | —       |
| 2008–09      | «Тампа-Бей Лайтнінг»            | НХЛ          | 2                | 0                | 0                | 0                | 0                | —       | —       | —       | —       | —       |
| 2008–09      | «Даллас Старс»                  | НХЛ          | 38               | 2                | 3                | 5                | 12               | —       | —       | —       | —       | —       |
| 2009–10      | «Техас Старс»                   | АХЛ          | 78               | 9                | 29               | 38               | 50               | 21      | 5       | 11      | 16      | 14      |
| 2010–11      | «Віклс-Беррі/Скрентон Пінгвінс» | АХЛ          | 54               | 7                | 29               | 36               | 29               | 12      | 0       | 5       | 5       | 0       |
| 2010–11      | «Піттсбург Пінгвінс»            | НХЛ          | 5                | 0                | 1                | 1                | 6                | —       | —       | —       | —       | —       |
| 2011–12      | «Барис»                         | КХЛ          | 53               | 3                | 12               | 15               | 40               | 7       | 3       | 3       | 6       | 10      |
| 2012–13      | «Барис»                         | КХЛ          | 40               | 2                | 12               | 14               | 22               | 7       | 0       | 0       | 0       | 10      |
| 2013–14      | «Цуг»                           | НЛА          | 33               | 4                | 11               | 15               | 22               | —       | —       | —       | —       | —       |
| 2014–15      | «Медвещак» (Загреб)             | КХЛ          | 53               | 4                | 11               | 15               | 75               | —       | —       | —       | —       | —       |
| Усього в АХЛ | Усього в АХЛ                    | Усього в АХЛ | 409              | 66               | 181              | 247              | 317              | 70      | 14      | 32      | 46      | 59      |
| Усього в НХЛ | Усього в НХЛ                    | Усього в НХЛ | 140              | 12               | 27               | 39               | 70               | —       | —       | —       | —       | —       |
| Усього в КХЛ | Усього в КХЛ                    | Усього в КХЛ | 146              | 9                | 35               | 44               | 137              | 14      | 3       | 3       | 6       | 20      |

### Збірна
| Рік  | Команда | Турнір | І | Г | П | О | ШХ |
| ---- | ------- | ------ | - | - | - | - | -- |
| 2007 | США     | ЧС     | 7 | 3 | 1 | 4 | 2  |